# Herb Jesionika

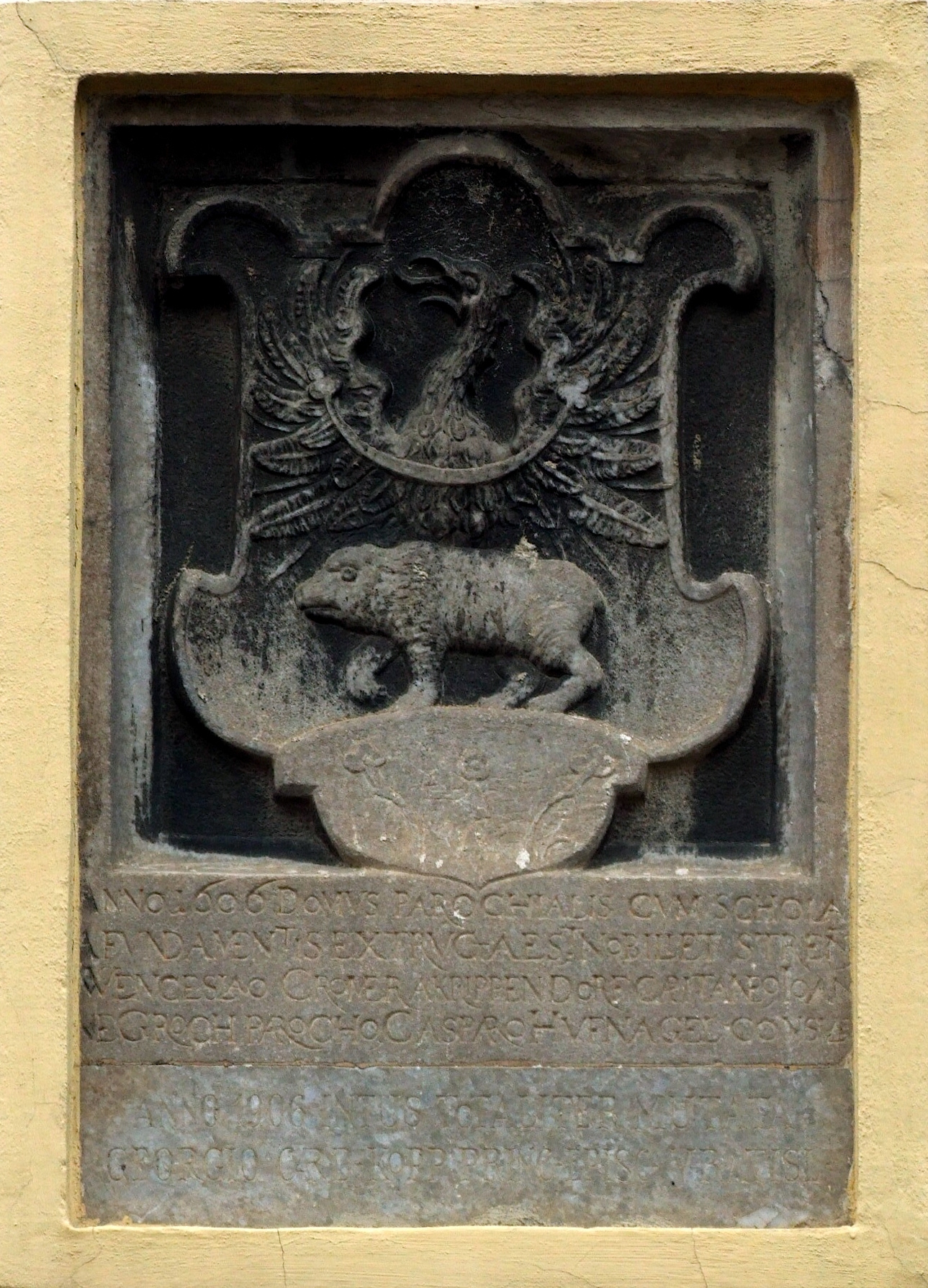
Herb miasta z 1606 roku, znajdujący się na ścianie starej plebanii

Herb miasta Jesionik przedstawia brązowego, kroczącego w prawoniedźwiedzia na zielonej trawie; za jego grzbietem, na złotym (żółtym) tle, znajduje się połowa czarnego, nieukoronowanego orła z przepaską na piersi, symbolizującego Śląsk (choć współczesny herb Czeskiego Śląska jest koronowany).
Herb nadał miastu biskup Jan V Thurzo w 1506 roku.